# Banel et Adama
Pour plus de détails, voir Fiche technique et Distribution.
Banel et Adama (Banel e Adama) est un film franco-malio-sénégalais réalisé par Ramata-Toulaye Sy, sorti en 2023. 

## Synopsis
Les jeunes adultes, Banel (18 ans) et Adama (19 ans) vivent dans un village reculé du nord du Sénégal qu'ils n'ont jamais quitté. Adama, gardien de vaches, est calme et introverti, tandis que son épouse Banel fait preuve d'une nature passionnée et rebelle. Tous deux sont très amoureux et aspirent à avoir leur propre maison. C'est pour cette raison que le couple a décidé de vivre séparément de leurs familles respectives. L'équilibre de la communauté est rompu lorsqu'Adama refuse de remplir son devoir de sang en tant que futur chef. Il en informe le conseil du village, ce qui provoque bien des remous.

## Fiche technique
- Titre original : Banel e Adama[4]
- Titre français : Banel et Adama
- Réalisation et scénario : Ramata-Toulaye Sy
- Musique : Bachar Khalifé
- Décors : Oumar Sall
- Costumes : Mariam Diop
- Photographie : Amine Berrada
- Montage : Vincent Tricon
- Son : Benjamin Silvestre, Olivier Voisin et Jean-Pierre Laforce
- Production : Andrey Samoute Diarra, Margaux Juvénal, Souleymane Kébé, Maud Leclair, Éric Névé et Oumar Sy
- Société de production : La Chauve Souris, Take Shelter, Astou Films, Arte France Cinéma, DS Productions
- Société de distribution : Tandem
- Pays de production :  France (majoritaire) /  Sénégal /  Mali
- Langue originale : peul
- Format : couleur
- Genre : drame sentimental
- Durée : 87 minutes
- Dates de sortie :
  - France : 20 mai 2023 (festival de Cannes) ; 30 août 2023 (sortie nationale)

## Distribution
- Khady Mane (VF : Marion Gress) : Banel
- Mamadou Diallo (VF : Mike Fédée) : Adama
- Binta Racine Sy (VF : Annie Milon) : la mère d'Adama
- Moussa Sow (VF : Yves Letzelter) : Racine, le frère jumeau de Banel
- Ndiabel Diallo (VF : Zina Khakhoulia) : Coudy
- Oumar Samba Dia : Abou Dia
- Amadou Ndiaye : Malik
- Amadou Hady Sall : oncle 1
- Chérif Amadou Diallo : oncle 2
- Nima Ba : Djibril
- Amadou Kane Sylla : Omar
- Nanou Kanoute : la mère de Banel et Racine

 Source et légende : version française (VF) sur RS Doublage

## Production
Banel et Adama est le premier long métrage de la réalisatrice Ramata-Toulaye Sy. L'œuvre a été tournée en pulaar, une variante du fulfulde. La distribution était composée d'acteurs non professionnels de la région. Les rôles principaux sont tenus par Khady Mane (Banel) et Mamadou Diallo (Adama). Le tournage était prévu en mai et juin 2022.
Le film a été produit par Eric Névé et Maud Leclair de la société parisienne La Chauve-Souris et par Margaux Juvénal de Take Shelter. Souleymane Kébé a été coproducteur pour Astou Production. L'équipe du film comprenait Amine Berrada (photographie), Vincent Tricon (montage) et Bachar Khalifé (musique du film).

## Exploitation
L'avant-première du film a lieu en mai 2023 au Festival de Cannes.
La sortie nationale en salles en France est prévue le 30 août 2023, distribuée par la société Tandem.

## Distinction

### Récompenses
- Festival international du film de Melbourne 2023 : Bright Horizons Award[7]
- Festival International du Film de Biarritz 2023 : Prix du jury étudiant et Prix du jury Pass Culture[8]

### Sélection
- Festival de Cannes 2023 : sélection officielle, en compétition[6]. En tant que première œuvre, le film concourt également pour la Caméra d'or.